# Isole Chauques
Le Isole Chauques (in spagnolo: Islas Chauques) sono un gruppo di isole del Cile che fanno parte dell'arcipelago di Chiloé e si trovano nel golfo di Ancud. Appartengono alla regione di Los Lagos e alla provincia di Chiloé; sono amministrate dal comune di Quemchi.

## Geografia
Il gruppo delle isole Chauques, formato da sei isole maggiori e alcune isolette minori, si trova a nord-est del Grupo Quenac. Le isole sono separate da Chiloé dal canale Quicaví, mentre il canale Chauques le divide in due gruppi: occidentali e orientali.
Gruppo Chauques occidentali:
- Añihué
- Cheñiao (o Cheniao)
- Mechuque, ha una superficie di 32,6 km²[1] e contava 1 090 abitanti al censimento del 2002[1] È l'isola maggiormente popolata del gruppo ed è collegata settimanalmente da un battello alla cittadina di Tenaún.[2]
- Voigue
- Taucolón

Gruppo Chauques orientali:
- Aulín, isola minore a nord di Butachauques.
- Butachauques, la maggiore del gruppo, ha una superficie di 45,8 km² e 836 abitanti.[1]  Durante l'alta marea, detta marlleno, alcuni settori dell'isola restano separati e costituiscono isole temporanee.
- Tac, che ha una superficie di 6,4 km² e 326 abitanti.[1], si trova a sud di Butachauques, separata dal canale Tac.